# Национално знаме на Кокосовите острови
Идеята за знамето на Кокосовите острови датира от 2003 г. Прието е на 6 април 2004 г.Представлява зелен фон с луна (символизираща исляма, официалната религия в островите),5 звезди и жълт кръг, на който има палма.